# Akiko (cràter)
Akiko és un cràter d'impacte en el planeta Venus de 17,4 km de diàmetre. Porta el nom de Akiko Yosano (1878-1942), poetessa japonesa, i el seu nom va ser aprovat per la Unió Astronòmica Internacional el 1994.